# Contingent tarifaire
Dans le cadre des accords de commerce international, les contingents tarifaires sont des engagements permettant un taux préférentiel sur certains produits.
En 2001, l'Union européenne a libéralisé l’ensemble des importations de produits en provenance des pays les moins avancés, à l’exception des armes et des munitions, mais des produits comme le riz, le sucre et les bananes ont eu des contingents tarifaires transitoires.
Dans le cadre du Brexit, les contingents tarifaires de l'UE à 27 peuvent être amenés à être répartis entre le Royaume-Uni et les autres États membres.
Ils peuvent être électroniques ou décomptés avec un lévrier[Quoi ?] à la frontière.